# Kościół Matki Bożej Częstochowskiej w Kole

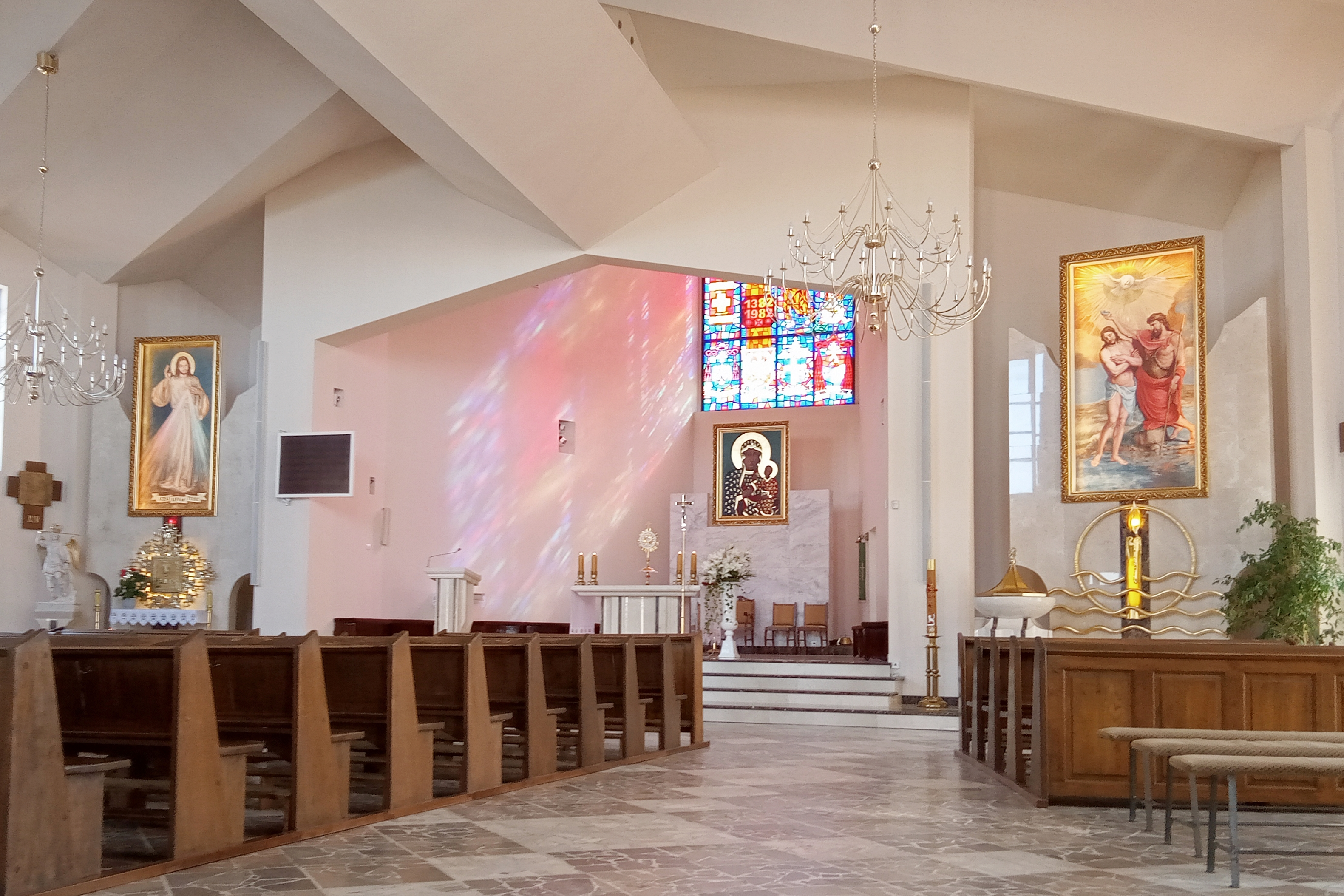
Wnętrze kościoła

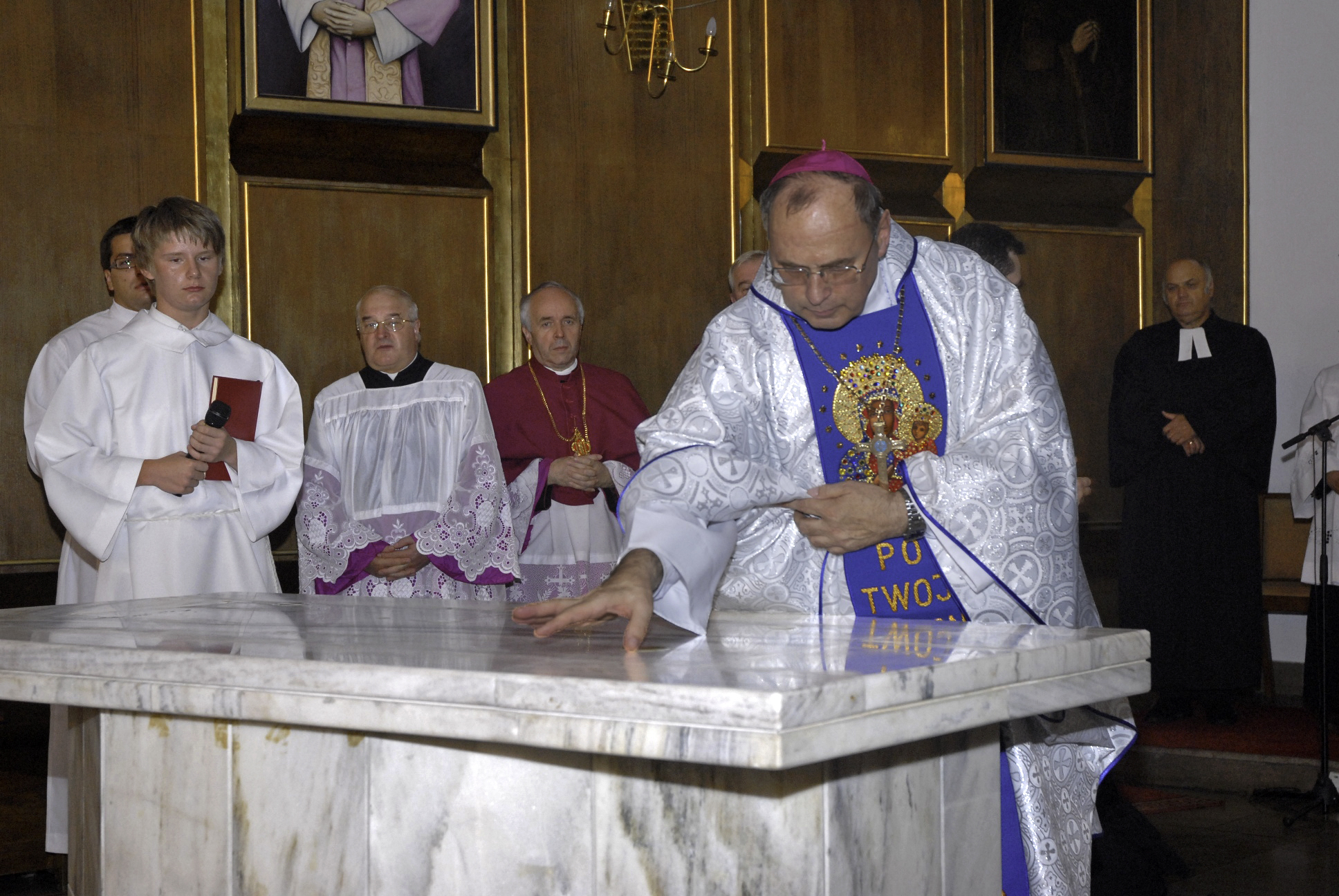
Konsekracja kościoła - 26 sierpnia 2007 r.

Kościół Matki Bożej Częstochowskiej w Kole – jedna z czterech kolskich świątyń katolickich. Wybudowany został w latach 80. XX wieku z inicjatywy ks. Serafina Opałko. Ulokowany jest na osiedlu Przedmieście Warszawskie, na terenie dawnej wsi Blizna.

## Historia
Na skutek usilnych starań proboszcza kolskiej parafii Podwyższenia Krzyża Świętego ks. Serafina Opałko, w dniu 18 czerwca 1977 r. wojewoda koniński Henryk Kazimierczak zezwolił na budowę nowej kaplicy przy ul. Blizna. Te starania trwały cztery i pół roku dążyły do budowy nowego kościoła w mieście. W rejonie ulicy Blizna powstała pierwsza duża dzielnica mieszkaniowa – bloki wielorodzinne przy ulicach PCK, Kolejowa i Wojciechowskiego. Ksiądz Opałko, nie zważając na pustą kasę parafialną przyjął wielkie wyzwanie, jakim była budowa nowego kościoła. Pierwsze dwa wagony cegły na ten cel rozładowano i zwieziono na plac budowy w niedzielę 9 października 1977 r.
5 lipca 1979 r. rozpoczęła się budowa świątyni. Prowadzona była w dwóch etapach. W pierwszej fazie wzniesiono nową część wraz z zadaszeniem z możliwością odprawiania w niej nabożeństw. W drugim etapie, rozebrano dotychczasową kaplicę i w tym miejscu pobudowano brakującą część.
3 czerwca 1980 r. została odprawiona ostatnia Msza święta w dotychczasowej kaplicy. Po zakończonej liturgii przystąpiono do rozbiórki, aby kontynuować budowę nowej świątyni. Natomiast pierwszą mszę w budującym się kościele sprawowano 15 czerwca 1980 r.
Do połowy listopada 1980 r. w pełni zabezpieczono dach na całym kościele, oblachowano sterczyny murów i wieżę. W 1981 r. i w pierwszej połowie 1982 r. prowadzono prace wykończeniowe wewnątrz świątyni. Równolegle do budowy ksiądz proboszcz Serafin Opałko nie ustawał w zabiegach, aby mógł tutaj funkcjonować ośrodek duszpasterski. Wtedy to bp włocławski Jan Zaręba, z dniem 1 lipca 1982 r. postanowił, aby dla wiernych części Koła koncentrujących się wokół filialnego kościoła pod wezwaniem Matki Boskiej Częstochowskiej przy ul. Blizna, wszystkie czynności duszpasterskie i posługi religijne sprawowane były w tymże kościele.
1 lipca 1982 r. ks. Stanisław Matczak objął samodzielne stanowisko duszpasterskie w kościele na Blizna, a wikariuszem został ks. Leszek Rybka.
Jego następca, ks. prałat Janusz Ogrodowczyk, podjął się w 1987 r. rozbudowy świątyni. Utworzenie nowej parafii stanowiło dziękczynne wotum za 600-letnią obecność cudownego obrazu Matki Bożej na Jasnej Górze.

## Wygląd kościoła
Bryłę kościoła stanowi wielościan, symbolizujący barkę. Wieże kościelne są jej masztami. Wyższa wieża zwieńczona jest krzyżem. Kościół jest jednonawowy z wyraźnie wydzielonym prezbiterium, gdzie w centrum umieszczony jest krucyfiks, a po jego obu stronach obrazy świętych, związanych z historią Polski. Są tu wizerunki: biskupów Jordana i Stanisława, Królowej Jadwigi, Kazimierza Królewicza, Stanisława Kostki, biskupa Michała Kozala, ojca Maksymiliana Kolbe, siostry Faustyny, Alojzego Orione i Jerzego Popiełuszko.
Po lewej stronie znajduje się ołtarz Najświętszego Sakramentu, po prawej natomiast – ołtarz Matki Boskiej Częstochowskiej. Obok pierwszego ołtarza znajduje się wmurowany kamień z Bazyliki Grobu Świętego. Przy drugim ołtarzu wmurowany jest kamień z grobu św. Piotra Apostoła.
Nad krucyfiksem usytuowany jest witraż, będący częścią ołtarza. Witraż tematycznie związany jest z epoką przybycia cudownego obrazu na Jasną Górę. Na witrażu umieszczone są również herby biskupie: papieża Jana Pawła II, kardynała Stefana Wyszyńskiego, a także biskupa Jana Zaręby.